# سیسیلی تامسن
سیسیلی تامسن (انگلیسی: Cecilie Thomsen؛ زادهٔ ۲۹ اکتبر ۱۹۷۴) بازیگر و مدل اهل دانمارک است.
از فیلم‌ها یا برنامه‌های تلویزیونی که وی در آن نقش داشته‌است می‌توان به فردا هرگز نمی‌میرد اشاره کرد.